# Castell de San Felipe (Ferrol)
El castell de San Felipe va ser una de les fortaleses militars de la ria de Ferrol. Es troba en la ciutat de Ferrol, província de La Corunya, Galícia. Va ser construït en el segle xvi.
Enfront d'aquest castell, en la ria, es troba el castell de la Palma i el castell de San Martín (del qual amb prou feines es poden apreciar avui unes ruïnes), tots dos al municipi de Mugardos. Entre el castell de San Martín i el castell de San Felipe es tendia una gruixuda cadena al mar que impedia l'entrada dels navilis enemics a la ria de Ferrol.

## Construcció
L'any 1557 es comença la construcció del castell afavorit per Felip II, de qui pren el seu nom, i és entre els anys 1731 i 1755 quan l'enginyer Francisco Montaigu s'encarrega de dissenyar una sèrie de reformes entre les quals destaca la construcció d'un hornabec, el fossat i el projecte de la porta principal.
El seu disseny està basat en els ensenyaments tècnics de Vauban i en l'adaptació al terreny.

## Descripció i característiques
Basat en les idees de Vauban la seva forma ve donada, tant pel canal d'entrada marítim, com per l'orografia del terreny i en ella podem apreciar una geometria bastant regular, amb l'hornabec com a element central, posseïa una planta en punta de fletxa, dirigint cap al mar una doble línia de foc organitzada en dos pisos; i projectant cap al seu front de terra un gran hornabec.
Un dels defectes d'aquest baluard és que estava dominat per les altures circumdants el que el feia parcialment vulnerable en un atac terrestre.

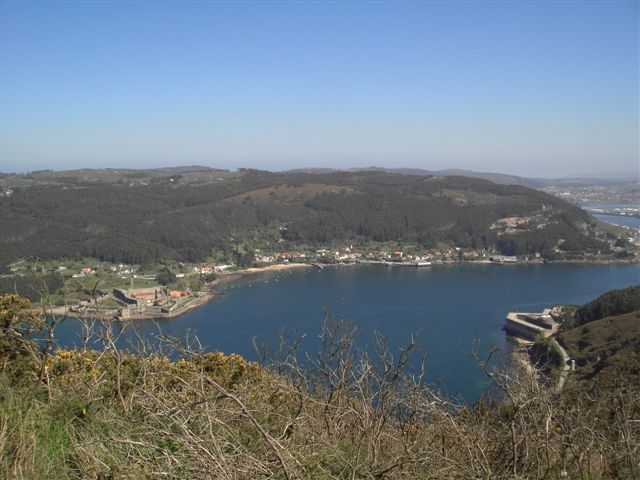
Vista dels castells San Felipe i de La Palma.

## Funció
La seva funció consistia en la defensa del port de Ferrol recolzat pels castells de Nostra Senyora de la Palma i el de San Martín, que es trobaven en la riba oposada (riba sud). Entre aquest últim castell i el castell de San Felipe es tendia una cadena en cas d'atac enemic per evitar l'entrada dels seus navilis a la ria.

## Història
Els orígens de la fortificació de San Felipe es remunten al segle xvi, en plena lluita per l'hegemonia marítima dels països europeus. Ferrol, com a punt estratègic pel reaprovisionament dels bucs de l'Armada Reial, necessitava un sistema defensiu eficaç enfront de les pretensions dels almiralls anglesos i francesos. Així l'any 1557 es comença la construcció d'aquest baluard i d'altres dos, el de la Palma i el de San Martín.
En 1588, a causa d'un temporal, part de les naus que formaven la Gran Armada de Felip II d'Espanya va buscar refugi en la badia de Ferrol. En 1594 l'armada anglesa va intentar apoderar-se de Ferrol fracassant en l'intent, igual que en 1639 durant l'atac francès al comandament de l'almirall Henri D'Escobleau quan els tres forts van demostrar la seva eficàcia.
El 25 d'agost de 1800 té lloc un intent d'apoderar-se de Ferrol i destruir les drassanes per part d'una armada anglesa durant la batalla de Brión amb més de cent vaixells i 15.000 homes, manats pel contraalmirall Warren. Durant aquells combats es va enviar una força de 4000 soldats, que van llançar tres onades contra el fort, sent successivament vençudes gràcies al suport donat des del fort de la Palma i de les canoneres situades en la ria el que va obligar les tropes britàniques a reembarcar. Després de la derrota anglesa, Napoleó I ho va celebrar amb la frase: "pels valents ferrolans". Aquest atac va demostrar que l'eficaç, més que el castell pròpiament dit, havia estat el disseny d'unes fortificacions, que a més de bloquejar completament el pas de les armades enemigues, permetien una defensa en la qual es recolzaven entre si.
En 1809 es va produir l'ocupació francesa però aquesta solament va durar un mes.
A mitjan segle xix es va construir ran d'aigua, una bateria en el front que donava al mar. Durant la Guerra Civil els detinguts després del cop, van ser concentrats i jutjats en consell de guerra. Les execucions es feien en els seus fossats.
Posteriorment va ser presó per a soldats, mentre el castell de la Palma va quedar per a oficials. A la fi dels anys setanta ja pràcticament no va tenir cap comesa militar. Únicament va quedar un comandament i dos soldats per a les labors imprescindibles de manteniment i control. El setembre del 1996 Defensa va anunciar la sortida a subhasta per un total de 164.900.000 pessetes.
Després de quedar deserta, finalment va ser adquirit l'any 2000 per l'Ajuntament de Ferrol per 165.000.000 de pessetes.

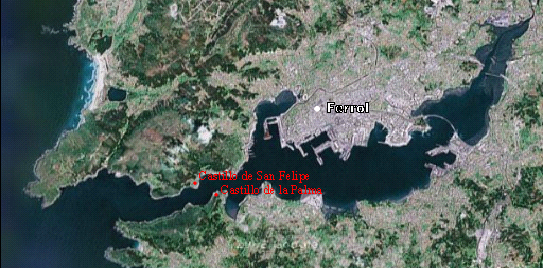
Situació dels castells de San Felipe i de la Palma.

## Situació
El castell de San Felipe es troba a la província de La Corunya, comarca de Ferrol, municipi de Ferrol, parròquia de Brión, a 58 quilòmetres de La Corunya. El castell es troba vorejant la ria i guardant-la, front amb front, amb el castell de la Palma.

## Protecció
Sota la protecció de la Declaració genèrica del Decret de 22 d'abril de 1949, i la Llei 16/1985 sobre el Patrimoni Històric Espanyol.